# Millennium Tower (São Francisco)
A Millennium Tower (Torre do Milênio, em livre tradução), oficialmente parte do conjunto chamado 301 Mission Street é um grande edifício residencial misto localizado no distrito de South of Market, no centro da cidade de São Francisco, na Califórnia, Estados Unidos.
O prédio ficou conhecido, entretanto, por conta da sua inclinação já percebida antes mesmo de seu lançamento no mercado imobiliário, e que chegaram a provocar rachaduras na calçada e no subsolo do prédio anexo de doze andares.

## Histórico
Foi anunciado como a maior construção residencial ao oeste do Mississípi e levada a cabo no ano de 2004 pelo consórcio Millennium Partners, no auge do crescimento do mercado imobiliário dos EUA, sendo o mais alto edifício residencial da cidade californiana, tendo ainda uso misto (também com hotel e escritórios). A um custo de 600 milhões de dólares, foi considerado no começo de 2010 como o "investimento do ano" na cidade, e a empresa pretendia que fosse o "protótipo da próxima geração de arranha-céus de luxo da marca Millennium".
Em 2016 a imprensa noticiou que a construção, de 58 andares, estava afundando de modo irregular e que haviam sido descobertos documentos oficiais que, pouco antes de sua inauguração, manifestavam preocupação acerca das falhas estruturais e, mesmo assim, a prefeitura liberou-o para ocupação a seguir. O fato gerou consequências políticas, uma vez que o prefeito da época era Gavin Newsom, vice-governador naquele ano e com pretensão de vir a governar o estado. O porta-voz da empresa negou que ela tenha recebido tratamento especial das autoridades. Em agosto daquele mesmo ano um "pequeno exército de advogados" dos lesados pelo afundamento do prédio processou a Millenium e ainda a empresa estatal Transbay Joint Powers Authority, que erguera no lado norte o Transbay Transit Center, cuja construção poderia ter sido causa do afundamento - embora toda a região seja erguida sobre área de aterro na Baía de São Francisco.

## Inclinação e reparos
Em 2021 foram iniciadas obras de instalação de estacas de aço e concreto para estabilização com profundidade de 76 metros até o leito rochoso, e com valor estimado então de U$ 100 milhões. O prédio havia se inclinado 7,6 centímetros naquele ano, totalizando 60,9 cm para oeste e 20 cm para norte, num assentamento de 45,7 cm no solo.
A despeito disso os responsáveis declararam que a construção continuava resistente a terremotos e distante do nível de inclinação que ameaçasse um desmoronamento. Em novembro e dezembro de 2021 os trabalhos de colocação das estacas foram suspensos com o aumento na taxa de deslocamento, levantando a suspeita de que tais obras estariam acelerando o processo. Em janeiro de 2022, contudo, o supervisor Aaron Peskin declarou em audiência pública que “Começamos este novo ano de 2022 como terminamos no ano passado e em muitos outros anos, com a Millennium Tower continuando a afundar e inclinar”.
Este projeto previa a instalação de cinquenta e duas estacas nos dois lados da inclinação, mas a administração municipal interveio após as inclinações que a obra causou, e limitou a obra a dezoito estacas e o custo delas ficou em U$ 120 milhões. Em junho de 2023 uma inspeção constatou que a inclinação havia cessado - embora mantendo aquela já ocorrida.

## Vendas e custos
A luxuosa cobertura da Millennium Tower foi avaliada em U$ 13 milhões, e conta ainda com 419 apartamentos de luxo. Mesmo com a existência dos problemas, uma corretora declarou haver vendido em dezembro de 2021 dezembro dois apartamentos: um com um quarto e dois banheiros por US$ 1,16 milhão e outro de um quarto e um banheiro por US$ 765 mil.
Com o sobrepreço das obras de estabilização, mesmo com a redução imposta ao número de estacas, em 2023 os moradores receberam uma notificação de que teriam que arcar com o pagamento de U$ 6,8 milhões pelos reparos. Além disso moradores foram alertados que precisavam realizar reparos em suas unidades por problemas derivados da inclinação. O morador Mehrdad Mostafavi, por exemplo, registrou que tivera que realizar o conserto do esgoto na pia da cozinha, e recebera a conta do sobrepreço no valor de U$ 14 mil - duas despesas que o fizeram repensar a aquisição: “Não sei o que fazer com este lugar, porque é caro – não posso morar nele (...) É um edifício luxuoso e famoso, mas infelizmente não é assim para mim como proprietário (...) É muito caro…. eles continuam pedindo mais dinheiro e isso não é aceitável para mim”, declarou em setembro daquele ano.